# بارولايز
بارولايز ( ايربينو: Parulìsë ) هي قرية ومدينة تابعة لمقاطعة أفيلينو في منطقة كامبانيا بجنوب إيطاليا.

## جغرافية
تقع بارولايس في منطقة ايربينيا العليا في جبال أبينين. تقع مدن كانديدا وشوسانو دي سان مونيكا ولابيو ومونتيفالسيون وسالزا ايربينا وسان بوتيتو الترا في الجوار.

## اقتصاد
تشتهر بارولايس بـ مصنع أحذية، التي قدمت أحذية لنبلاء جنوب إيطاليا، وأحذية للجيش الإيطالي خلال الحرب العالمية الثانية. 